# 阿兹哈·哈仑
拿督阿兹哈·阿兹占·哈仑（1962年10月26日—）出生于马来西亚吉打州古邦巴素县的亚依淡，从事律师职业。他是前国会下议院议长，在这之前曾由希望联盟政府受委为馬來西亞選舉委員會主席。

## 生平
阿兹哈在马来亚大学读法律，并于1986年获得法律学士学位。然后，他在伦敦国王学院进修，并获得法学硕士学位。其兄长是第11任马来西亚总检察长依德鲁斯·哈伦。

### 律师生涯
阿兹哈于伦敦毕业后，1987年开始在马来西亚执业，在Allen&Gledhill律师楼当律师，之后在数家律师楼当职，2018年在TetuanAzharGohdanGledhill律师楼任职，涉及的工作包括选举的法律专业。他也是一名专栏作者，笔名是「阿特哈伦」（ArtHarun），经常在网络上发表文章。。

### 马来西亚选举委员会主席(2018年-2020年)
阿兹哈在2018年马来西亚大选后，于9月21日被希望联盟受委被悬空2个多月的马来西亚选举委员会主席一职，以接替同年7月1日届满的丹斯里莫哈末哈欣。但大马人权委员会对此表示声明这委任已违反希盟政府的选举宣言，使阿兹哈在任职初期面对各方非议。阿兹哈在任内协助希盟政府成功修改宪法，将合格选民的年龄以及成为国会议员的年龄资格调降至18岁，并在他主持下进行了8次补选。于2020年6月29日辞去选举委员会主席一职。

### 国会下议院议长
2020年马来西亚政治危机期间，阿兹哈获得马来西亚第八任首相慕尤丁提名担任国会下议院议长职位，引起希望联盟等反对派的非议。2020年7月13日，慕尤丁提呈的撤换时任国会议长莫哈末阿里夫的投票动议成功以111票支持对109票反对通过后，阿兹哈在沒有对手的情况下，在一片争议声中正式担任国会下议院议长。并主持第14届第3季第2次的首日国会会议。
2024年，他代表祖莱达·卡玛鲁丁向法庭提出公正党索取1000万令吉赔偿不适当的问题，上诉法庭后来裁决公正党要求的赔偿金额并不合理，改为赔偿10万令吉。

## 争议
阿兹哈的政治立场存有争议，他强调从不偏颇任何政党，可以充当国会朝野阵营之间的桥梁，但希望联盟认为他立场偏袒国盟政府。他在上任初期，就对涉嫌发表种族和性别歧视言论的巫统华玲区国会议员阿都阿兹·阿都拉欣不追究，引起在野党国会议员不满。
希盟也多次批评他在处理议会议程上偏袒国盟政府，其中当反对党在国会提呈对首相慕尤丁的不信任动议时，阿兹哈坚持以「国会常规下，任何非政府事务唯有获得部长的支持，才能在优先次序上超越政府事务」为由，拒绝反对派议员欲辩论不信任动议的要求。他在2015年教导如何（合法）推翻政府的旧影片中，指国会应优先处理不信任动议。然而他在上任后，却发表议长无权优先处理针对首相慕尤丁的不信任动议，被希盟议员批评他为人前后不一，和无视议会三权分立的独立原则。

## 封衔
- 马来西亚 :
  -  国家领袖勋章 (PJN) – 拿督 (2019)[14]
  -  效忠领袖勋章 (PSM) – 丹斯里 (2021)[15]